# Trhanov (przystanek kolejowy)
Trhanov – przystanek kolejowy w Trhanovie, w kraju pilzneńskim, w Czechach. Położony jest na wysokości 460 m n.p.m.
Na przystanku nie ma możliwości kupienie biletu, a obsługa podróżnych odbywa się w pociągu. 

## Linie kolejowe
- 184 Domažlice - Planá u Mariánských Lázní